# Desmame ventilatório
O desmame ventilatório consiste em uma técnica da retirada gradual e progressiva do ventilador mecânico em pacientes portadores de insuficiência respiratória. Vários fatores são determinantes para sua efetivação.
A decisão médica e a presença do fisioterapeuta intensivista, são fundamentais para a realização efetiva. Técnicas como PSV, Tubo T e modalidade SIMV podem ser utilizadas. Em UTIs, idealiza-se que que o índice de sucesso do desmame seja superior a 90%. O retorno à prótese ventilatória e ventilador, tido como insucesso após extubação, não deve ocorrer em mais de 10% das extubações realizadas.